# Diplomys caniceps
Diplomys caniceps är en däggdjursart som först beskrevs av Albert Günther 1877.  Diplomys caniceps ingår i släktet Diplomys, och familjen lansråttor. IUCN kategoriserar arten globalt som otillräckligt studerad. Inga underarter finns listade.
Denna gnagare är bara känd från en bergstrakt i nordvästra Colombia. Arten klättrar i växtligheten.
Arten är med svans cirka 39 cm lång och svansens längd är cirka 19 cm. Djuret har 4,2 cm långa bakfötter och 1,5 cm stora öron. Pälsen på ovansidan är inte lika rödaktig som hos Diplomys labilis. Individernas undersida har en ljusbrun färg. På svansen förekommer bara några glest fördelade hår.